# Josef Deiner
Josef Deiner (ur. 31 stycznia 1885, zm. 14 listopada 1947 w Landsberg am Lech) – zbrodniarz hitlerowski, członek załogi obozu koncentracyjnego Dachau i SS-Obersturmführer.
Członek NSDAP od 1931, a SS od 1934. Służbę w Dachau pełnił od 1933. W okresie od stycznia 1942 do kwietnia 1945 roku był kierownikiem stolarni należącej do Niemieckich Zakładów Zbrojeniowych (Deutsche Ausrüstungswerke, w skrócie DAW) w kompleksie obozowym Dachau. Deiner znęcał się nad podległymi mu więźniami, karząc za drobne wykroczenia lub za zbyt wolną, jego zdaniem, pracę. Zdarzało się, że bił swe ofiary do nieprzytomności.
Osądzony przez amerykański Trybunał Wojskowy w Dachau w dniach 4–6 marca 1947 roku i skazany na karę śmierci przez powieszenie. Stracony w więzieniu Landsberg w listopadzie 1947 roku.